# Jamica
Jamica(biał. Яміца, Jamica; ros. Ямица, Jamica) – wieś na Białorusi, w obwodzie brzeskim, w rejonie małoryckim, w sielsowiecie Ołtusz, w pobliżu granicy z Ukrainą.

## Historia
W dwudziestoleciu międzywojennym chutor leżący w Polsce, w województwie poleskim, w powiecie brzeskim, w gminie Ołtusz.
Po II wojnie światowej w granicach Związku Sowieckiego. Od 1991 w niepodległej Białorusi.